# Tanysiptera riedelii
El alción colilargo de la Biak (Tanysiptera riedelii) es una especie de ave coraciforme de la familia Alcedinidae.

## Distribución geográfica y hábitat
Es endémico de las selvas de las islas indonesias de Biak y la adyacente Supiori.

## Estado de conservación
Se encuentra amenazada por la pérdida de su hábitat natural.